# Siegmar Gutzeit
Siegmar Gutzeit (* 25. März 1952 in Böhlen) ist ein ehemaliger deutscher Florettfechter. Er focht für den SC Einheit Dresden, mit dem er mehrmals DDR-Mannschaftsmeister wurde. Für die Deutsche Demokratische Republik nahm er an den Olympischen Spielen in Moskau teil.

## Erfolge
1978 wurde Gutzeit 3. bei den DDR-Einzelmeisterschaften im Fechten, 1979 und 1980 jeweils zweiter. 1975 und 1979 gewann er zudem mit dem SC Einheit Dresden die DDR-Mannschaftsmeisterschaften. 1976 und 1977 wurde Dresden ebenfalls Mannschaftsmeister, jedoch ist die genaue Mannschaftsaufstellung nicht bekannt. Bei den Olympischen Spielen 1980 wurde er zusammen mit Klaus Haertter, Hartmuth Behrens, Adrian Germanus und Klaus Kotzmann vierter mit der Mannschaft.